# Шахід
Шахі́д або шагід (араб. شَهيد šahīd, множина شُهَداء šuhadā') — буквальний переклад з арабської «свідок» (див. «шагада» — свідоцтво, «символ віри» в іслам). У мусульман і православних арабів найчастіше вживається у сенсі «мученик за віру» в тому числі і стосовно християнських мучеників.
Так само як і в мовах інших народів світу, в арабській — мучениками (шахідами) можуть також називати загиблих під час війни, як невинно вбитих так і загиблих під час визвольної (священної) війни, (джихаду). В таких випадках про загиблих люди кажуть: «став шахідом», тобто «загинув мученицькою смертю».
Шахідами в мусульманських історіях-хадисах також називають людей, що загинули від рук бандитів, померлих від тяжких хвороб, жінок, що померли під час вагітності, або після пологів.
В 21 столітті, з легкої руки ЗМІ і деяких мусульманських релігійних і суспільних діячів, шахідами почали називати терористів-смертників, з чим погоджуються далеко не всі мусульмани, пояснюючи це тим, що іслам засуджує самогубство й вбивство.
В будь-якому випадку і в ісламі, і в християнстві остаточне вирішення питання про те, хто є мучеником-шахідом належить лише Аллаху, лише він має право вирішувати, хто потрапить до Джаннату.

## Етимологія
Ан-Нававі у книзі «Кіта̄б аль-Маджмӯ‘» вказав причини того, чому загиблі в бою називаються шахідами (свідками):
- Сам Аллах свідчить, що вони будуть у раю;
- Ангели свідчать про їхнє мучеництво, коли забирають їхні душі;
- Їхня смерть на полі бою є явним свідченням віри;
- Пролита ними кров є свідченням їхньої відвертої віри в Аллаха;
- Вони з числа тих, що будуть свідчити над громадами;
- Їхня душа буде свідчити про рай (тобто побачить рай).

Релігієзнавець Олександр Грицанов вважає, що «Шахід — той, хто пізнав і прийняв іслам, визнав і свідчить істиність єдиного Бога, вірує у потойбічний світ і вічність, у зв'язку з чим легко звільняється від земних прив'язаностей, не боїться смерті та участю у джихаді приймає шахаду.»

## Загальний сенс
Про шаха дав йде мова у багатьох аятах Корану
Якщо будь-яка людина билась із ворогами не в ім'я Аллаха, а з причини мирських інтересів (заради матеріальних благ, слави тощо) й загинула, то навіть вважаючись «мирським шахідом», в іншому житті вона буде не нагороджена Аллахом, а навпаки — покарана.
Відповідно до хадісів (зводи Бухари, Насаї, Ібн Маджи й Тірмізі), над шахідами не слід здійснювати омовіння.
Бажано ховати шахіда на тому місці, де було здійснено «істішхад» (араб. استشهاد) — акт мученицької смерті.

## Інші значення
У більш широкому сенсі шахідами є всі люди, які загинули за праву справу, в ім'я Аллаха. У хадісах «шахідами» називають людей, які загинули від рук злочинців при самообороні, померлих від різних епідемій тощо. З плином часу поняття тлумачилось ширше й до шахідів почали відноситись всі безневинно померлі насильницькою смертю: вбиті людьми і тваринами, загиблі в результаті стихійних лих, епідемій, потонулі, отруєні, померлі під час хаджу тощо.

### Приклади сучасного застосування терміна
У вузькому сенсі цей термін використовують араби-християни, а також індуси й сикхи.
В Азербайджані шахідами вважаються люди, які загинули під час боротьби за незалежність Азербайджану, жертви подій Чорного січня й загиблі у війні за Карабах. В центрі Баку на пам'ять про цих людей створена Алея Шахідів.
В Пакистані шахідами називають солдат, загиблих у війнах, які вела ця країна — зокрема, у війнах за Кашмір.
В Іраку шахідами називають солдат, загиблих на війні. У 1983 році Багдаді було відкрито великий меморіальний комплекс «пам'ятник Шахіду» на честь солдат, загиблих в ході ірано-іракської війни.
У столиці Бангладеш Дакка відкрито меморіал Шахідів на честь демонстрантів, загиблих у сутичках з пакистанськими військами у 1952 році.
В Абхазії термін «шахід» вживається відносно нащадків абхазьких махаджирів, загиблих у грузино-абхазькому конфлікті.

## Термін «шахід» і тероризм
Термін «шахід» вживається також терористичними угрупуваннями ісламістського спрямування. Зазвичай «шахідами» називають терористів-смертників. Поширеною серед ісламістських терористів є практика самопідривів з використанням так званих «поясів шахіда» — начинених вибухівкою поясів, які ховають під одягом та приводять у дію в місцях великих скупчень людей.
Ісламістські організації Палестини називають шахідами терористів-смертників, які ведуть боротьбу проти Ізраїлю. Батальйоном шахідів називали збройне формування Шаміля Басаєва. Шахідами назвали терористів, що здійснили напад 11 вересня 2001 року на Всесвітній торговий центр.